# 洪連杉
洪連杉，MH，JP（1974年—），祖籍福建，民建聯成員，中學教師，現任香港東區區議會委任議員，曾任香港東區區議會堡壘選區議員。
他是民建聯的第三梯隊成員。洪連杉現時在福建中學（小西灣）任教（1999年入職），居於北角，是民建聯的福建幫成員。
他在2003年香港區議會選舉中參選南豐選區但落敗。他在2005年3月6日的區議會堡壘選區補選中當選，2007年，2011年及2015年選舉在無對手競逐下連任。2019年敗予同為福建人的泛民主派候選人傅佳琳。
| 議會席位      | 議會席位                                              | 議會席位      |
| ------------- | ----------------------------------------------------- | ------------- |
| 前任： 蔡世傳 | 東區區議會 堡壘選區區議員 2005年3月7日—2019年12月31日 | 繼任： 傅佳琳 |

## 外部連結
- 仨人行——何民傑．洪連杉．徐海山 （页面存档备份，存于）